# اوا زایکفالوی
اوا زایکفالوی (انگلیسی: Eva Zeikfalvy؛ زادهٔ ۱۸ آوریل ۱۹۶۷) بازیکن فوتبال اهل سوئد است.
از باشگاه‌هایی که در آن بازی کرده‌است می‌توان به باشگاه فوتبال روزنگرد و باشگاه فوتبال زنان تیرسو اشاره کرد.
وی همچنین در تیم ملی فوتبال زنان سوئد بازی کرده‌است.